# 真昼の暗黒 (映画)
『真昼の暗黒』（まひるのあんこく）は、1956年に公開された今井正監督、橋本忍脚本の日本映画。製作は現代ぷろだくしょん。

## 概要
原作は、正木ひろしのベストセラー『裁判官：人の命は権力で奪えるものか』であるが、この書籍は1951年に単独犯だった犯人が罪の軽減を目的として知人4人を共犯者に仕立てた冤罪事件の八海事件を扱った、ノンフィクションである。映画は八海事件をモデルにしながら、人物名などは実際から変更されている。
タイトルは、ソ連での自白強要と粛清の惨状を告発したアーサー・ケストラーの同名小説からとられた、とされていた。だが、脚本家の橋本忍ののちの証言では、ケストラーとは無関係とある。
製作・公開当時は八海事件が最高裁判所で係争中だったことから圧力がかけられたが、冤罪事件の恐ろしさをリアルに描いてずさんな警察の捜査を告発し、社会派映画の代表的傑作となった。

## ストーリー
婚約者もいる青年の植村清治は、身に覚えのない殺人事件の容疑者として逮捕される。それは仲間で先に逮捕されていた小島武志が共犯として自分を含む4人を、警察の取り調べに対して供述したためだった。植村は警察の執拗な取り調べに遭い、犯行を「自供」してしまう。刑事裁判で植村や弁護側は供述調書に含まれる数々の矛盾や疑問を取り上げたが、判決は一審・控訴審、共に植村ら被告全員を有罪とするものだった。拘置所に面会に来た母が落胆して去ろうとする時、植村が「おっかさん、まだ最高裁がある、最高裁があるんだ！」と絶叫する場面で映画は幕を閉じる。

## 登場人物
植村清治
演 - 草薙幸二郎
小島の友人。小島の証言によって殺人事件の首謀者に仕立て上げられる。
小島武志
演 - 松山照夫
殺人事件の犯人。複数犯を疑う刑事から問い詰められ、仲間の4人を共犯に仕立てる証言をする。
青木昌一
演 - 矢野宣
小島の友人。小島の証言によって殺人事件の共犯に仕立て上げられる。
宮崎光男
演 - 牧田正嗣
小島の友人。小島の証言によって殺人事件の共犯に仕立て上げられる。
清水守
演 - 小林寛
小島の友人。小島の証言によって殺人事件の共犯に仕立て上げられる。
近藤弁護士
演 - 内藤武敏
冤罪事件で有名な弁護士。
永井カネ子
演 - 左幸子
植村の内縁の妻。
雄二
演 - 山村聡
清水保子の兄。
山本弁護士
演 - 菅井一郎
清水保子
演 - 夏川静江
清水守の母。
植村つな
演 - 飯田蝶子
植村清治の母。
宮崎里江
演 - 北林谷栄
宮崎光男の母。
松村宇平
演 - 殿山泰司
白木検事
演 - 山茶花究
西垣幸治巡査
演 - 下元勉
大島司法主任
演 - 加藤嘉
及川裁判長
演 - 中村栄二
皆川刑事
演 - 織田政雄
吉井判事
演 - 芦田伸介
杉田刑事
演 - 織本順吉
浅山署長代理
演 - 清水元
警察医
演 - 久松保夫
清水磯吉
演 - 武田正憲
青木の老爺
演 - 畑中蓼坡
高橋由造
演 - 嵯峨善兵
亀山刑事
演 - 陶隆司
安原弁護士
演 - 石島房太郎
大工・久保田勇
演 - 島田屯
看守
演 - 浜村純・望月伸光・利根司郎
立石判事
演 - 三田国夫
仁科孫吉
演 - 野浜建
カネ子の母・永井辰子
演 - 日高ゆりえ
青木の老婆
演 - 五月藤江
料亭の仲居・愛子
演 - 戸田春子
植村良子
演 - 鈴木洋子
仁科たね
演 - 於島鈴子
松尾夏江
演 - 相生千恵子
宇平のおかみさん
演 - 原芳子
島田文子
清水勉
演 - 玉川伊佐男
永井哲夫
演 - 新山幸三
高松刑事
演 - 幸田宗丸
井上刑事
演 - 市村昌治

## スタッフ
- 製作：山田典吾
- 監督：今井正
- 脚本：橋本忍
- 撮影：中尾駿一郎
- 照明：平田光治
- 録音：空閑昌敏
- 美術：久保一雄
- 音楽：伊福部昭
- 編集：今泉善珠
- 助監督：板谷紀之
- 製作協力：荒生利京
- 後援：日本電気産業労働組合[2]

## 製作
本作を企画したのはプロデューサーの山田典吾である。当時八海事件の刑事裁判は、一審・二審ともに全員有罪の判決が下り、植村のモデルとなった阿藤周平が最高裁判所への上告に際して正木ひろしに弁護を依頼、正木は調書を読んで阿藤が無罪であると判断した上で、弁護の傍ら本作の原作となった『裁判官』を上梓していた。山田は監督に起用した今井と相談して、橋本忍に脚本を依頼する。これは橋本が、芥川龍之介の『藪の中』を原作とした『羅生門』の脚本を執筆しており、本作もこれらの作品同様「（見方によって意見が食い違うため）真相が不明」なので疑わしきは罰せずの原則に従い主人公は無罪、という結末にする目算を立てていたためだった。橋本を加えた3名は、八海事件の現地に赴いて事件現場までの所要時間を計測するなどの「実地検証」をおこなった。橋本は鹿沢温泉の旅館に籠もり、裁判調書をもとに40日でシナリオを書き上げる。脱稿後に橋本は山田と今井に向かって「はっきりと、『絶対に無罪』という線で行きたい」と述べ、最終的に二人は「もし有罪だったら二度と映画は作らない」という覚悟を決めてそれを受け入れた。
橋本の当初のタイトルは『白と黒』だったが、ケストラーの小説にある「虚偽の自白で死刑になる」という要素の一致により借用が決まったとされる。だが、のちの橋本忍の証言では、ケストラーとは無関係であり、「東宝が三船敏郎でやろうとしていたギャング映画の題名なんだよ」「山田典吾と今井正と三人で二日くらい話し合ったんだけれど、出ない。それで僕が『「真昼の暗黒」というのはどう？』と言ったんだ」「よく考えたら「真昼の暗黒」は東宝のレパートリーに挙がっているタイトルなんだわな」「だから、僕が東宝にいって（プロデュ―サーの田中友幸に）掛け合った」とある。
作中ではシナリオハンティングでの調査結果も活用する形で、検察側の主張する「犯行の所要時間は50分」が現実離れしていることを、再現する俳優たちの動きを早回しでコミカルに描写する演出（これは弁護側の反対尋問の一環として出てくる）もなされている。
最高裁判所は山田と今井に直接製作の中止を求め、完成すると配給予定の東映にも圧力をかけた。この結果東映以外の大手映画会社も配給を見送る事態となり、自主上映を余儀なくされたが、いずれの会場も大入りとなった。

### 最高裁の「圧力」
1955年1月18日に、最高裁判所事務総長・五鬼上堅磐が事務総局情報課（現・広報課）長・矢崎憲正を通じてプロデューサーの山田に、「最高裁判所としては、現に最高裁判所に係属しておる事件の映画化は賛成できない旨」を告げる。山田はこれに対し、「映画化をやめるわけにはいかないので、映画化は進める」と答えた。
同年11月22日、映画倫理委員会（映倫）の荒田正男に対して、矢崎が「係属中の事件を一方のみの立場に立って映画化し、裁判所の事実認定を非難するようなやり方は、いまだかつて聞いたこともないし、また法律文化の点からいっても映画倫理規定の面から言っても十分に考慮していただきたい」旨伝えた。同日午後5時ごろ、山田と今井は、最高裁に矢崎をたずね、「脚本の不都合と思われる点を指摘してほしい」と申し出るが、矢崎は、「係属中の事件を映画化しているという点に賛成していない」ため、「脚本の内容いかんを問わない」と応じた。

## 公開後の反響とその後
1956年4月10日、第24回国会参議院法務委員会で、日本社会党の亀田得治が1955年4月10日に京都市上京区で起きた傷害致死事件「京都五番町事件」（当時、「京都事件」または単に「五番町事件」ともいわれる、無実の4人の少年が誤認逮捕された事件）について、真犯人と見なされる男が、同年3月にたまたま本作を鑑賞して自責の念にかられ、4月3日になって京都地方検察庁に弁護士に付き添われて凶器持参で自首してきたことに触れて、映画に対する見解を松原一彦法務政務次官に質したが、松原は「その裁判が決定しない前に予断を与えるようなことは、私はよろしくないと思う」と応じた。
同年4月16日の参議院本会議で亀田は、真犯人の自首のきっかけをつくり、「四人の少年の人権を守った」この映画について、首相の鳩山一郎に「どうお考えになるか」と訊ねたが、鳩山は答弁を避けた。
1957年4月9日、第26回国会衆議院法務委員会での「裁判所法等の一部を改正する法律案」に関する公聴会で、日本民主党の高橋禎一（広島3区）が「真昼の暗黒」のラストシーンのセリフを引用して「とにかく、有罪の裁判は受けたけれども、最後は最高裁判所があるんだから決して悲観するなという、非常に激励鞭撻しているような面が出てきますが、あれはやはり今の日本の国民の裁判制度に対する一つの常識だと思うのです」と最高裁の位置づけの議論の材料として示した。
八海事件については映画公開後の1957年10月に最高裁は事実誤認として広島高等裁判所に差し戻し、広島高裁は1959年9月に弁護側の主張を認め、阿藤ら4人を無罪とした。しかし検察側が上告、最高裁は原審を破棄差し戻して1965年の広島高裁は再び阿藤に死刑判決を下し、最終的に真犯人（すでに無期懲役が確定）の出した上申書が決め手となって1968年10月に最高裁が阿藤ら4人を無罪としてようやく確定した。日本国憲法下の刑事裁判において、二審で死刑判決を受けて最高裁に上告された数は多いが、最高裁が二審の死刑判決を破棄・差し戻した例は12例（11件・16人）と少ない。
この最後の判決を山田は傍聴し、その模様を『キネマ旬報』に寄稿している。釈放された阿藤たちを山田は箱根の温泉に招待し、その際の特別上映で初めて本作を鑑賞した阿藤は「感激した」と後年述べている。
ラストシーンでの主人公の「まだ最高裁がある！」の叫びは、三審制と刑事裁判の逆転無罪判決を象徴する言葉として21世紀の現在でも弁護士達によって語り継がれている。

## 評価
第30回キネマ旬報ベスト・テン日本映画第1位・監督賞、第11回毎日映画コンクール日本映画大賞・監督賞・脚本賞・音楽賞、第7回ブルーリボン賞作品賞・脚本賞・脚本賞・音楽賞を受賞し、1956年の映画賞を総なめにした。また、チェコスロバキアで開催されたカルロヴィ・ヴァリ国際映画祭の「世界の進歩に最も貢献した映画賞」を受賞している。
1959年にキネマ旬報社が発表した「日本映画60年を代表する最高作品ベストテン」では第9位にランクインされたほか、1999年に同社が発表した「映画人が選ぶオールタイムベスト100」でも第82位にランキングされている。